# 김소현 (1975년)
김소현(金素賢, 1975년 11월 12일 ~ )은 대한민국의 배우 겸 뮤지컬 배우이다.

## 소개
뮤지컬 배우 김소현은 2001년 뮤지컬 ‘오페라의 유령’에서 크리스틴 역으로 화려하게 데뷔 후 ‘엘리자벳’, ‘마리 앙투아네트’, ‘명성황후’, ‘안나 카레니나’, ‘위키드’, ‘지킬 앤 하이드’ 등 다수의 작품에 출연해 활약을 보여주며 무대 위에서는 카리스마 넘치는 아우라를 무대 밖에서는 밝고 사랑스러운 에너지로 ‘관객들이 사랑하는 배우’라는 수식어를 얻은 바 있다. 또한 2021년 뮤지컬 데뷔 20주년을 맞이하며, 대한민국 대표 뮤지컬계 여제이자 다양한 방송 활동을 통해 활약하며 만능 엔터테이너로 활약하고 있다.

## 학력
- 서울여의도초등학교 (졸업)
- 여의도중학교 (졸업)
- 여의도여자고등학교 (졸업)
- 서울대학교 음악대학 성악과 (졸업)
- 서울대학교 대학원 성악과 (졸업)

(학위논문명 : Victor Hugo의 시에 의한 Franz Liszt의 4개의 Mélodie에 관한 연구)

## 연기 활동

### TV 드라마
- 2007년  SBS 월화 대하드라마  《왕과 나》 ... 정씨부인 역
- 2011년 ~ 2012년 MBN 토일 청춘드라마  《왓츠업》 ... 1회 특별출연 역
- 2017년 tvN 월화 미니시리즈  《내성적인 보스》 ... 뮤지컬 팬텀 크리스틴 역
- 2022년 tvN 주말 미니시리즈  《스물다섯 스물하나》 ... 나희도 (현재) 역
- 2022년 tvN 월화드라마 《연예인 매니저로 살아남기》 … 김소현 역

### 연극
| 공연         | 역할 | 연도   |
| ------------ | ---- | ------ |
| 《미친키스》 | 신희 | 2007년 |

### 뮤지컬
| 공연                     | 역할                | 연도                   |
| ------------------------ | ------------------- | ---------------------- |
| 《명성황후》             | 명성황후            | 2025                   |
| 《마리 퀴리》            | 마리퀴리            | 2023                   |
| 《마리 앙투아네트》      | 마리 앙투아네트     | 2021, 2019, 2014       |
| 《팬텀》                 | 크리스틴 다에       | 2021, 2016             |
| 《명성황후》             | 명성황후            | 2025, 2021, 2018, 2015 |
| 《모차르트!》            | 발트슈테텐 남작부인 | 2020, 2016             |
| 《안나카레니나》         | 안나카레니나        | 2019                   |
| 《엘리자벳》             | 엘리자벳            | 2018, 2013             |
| 《바람과 함께 사라지다》 | 스칼렛 오하라       | 2015                   |
| 《위키드》               | 글린다              | 2014                   |
| 《태양왕》               | 프랑소와즈          | 2014                   |
| 《삼총사》               | 콘스탄스            | 2013, 2011, 2009       |
| 《지킬앤하이드》         | 엠마 커루           | 2010, 2008, 2004       |
| 《오페라의 유령》        | 크리스틴 다에       | 2009, 2001             |
| 《로미오 앤 줄리엣》     | 줄리엣              | 2009                   |
| 《마이 페어 레이디》     | 엘리자 두리틀       | 2008                   |
| 《실연남녀》             | 윤지아              | 2008                   |
| 《대장금》               | 서장금              | 2007                   |
| 《하루》                 | 민연두              | 2007                   |
| 《그리스》               | 샌디                | 2006, 2003             |
| 《브루클린》             | 브루클린            | 2006                   |
| 《피핀》                 | 캐서린              | 2005                   |
| 《아가씨와 건달들》      | 사라브라운          | 2005                   |
| 《고고비치》             | 민디 친칠라         | 2004                   |
| 《젊은 베르테르의 슬픔》 | 롯데                | 2003                   |
| 《웨스트 사이드 스토리》 | 마리아              | 2002                   |

### 오페라
| 작품         | 역할     | 연도   |
| ------------ | -------- | ------ |
| 《마술피리》 | 밤의여왕 | 2001년 |
| 《마술피리》 | 파미나   | 2000년 |
| 《라보엠》   | 미미     | 1996년 |

## 그 외 활동

### 예능 / 교양
| 프로그램                      | 회차             | 방송사     | 연도           |
| ----------------------------- | ---------------- | ---------- | -------------- |
| 《벌거벗은 세계사》           | 136회            | tvN        | 2024년         |
| 《생방송 행복드림 로또 6/45》 | 1091회           | MBC        | 2023년         |
| 《옥탑방의 문제아들》         | 248회            | KBS2       | 2023년         |
| 《황금어장 라디오스타》       | 828회            | MBC        | 2023년         |
| 《벌거벗은 세계사》           | 94회             | tvN        | 2023년         |
| 《구해줘! 홈즈》              | 189회            | MBC        | 2023년         |
| 《황금어장 라디오스타》       | 757회            | MBC        | 2022년         |
| 《놀라운 토요일》             | 175회            | tvN        | 2021년         |
| 《집사부일체》                | 154,155회        | SBS        | 2021년         |
| 《2020 DIMF 뮤지컬스타》      | 1,2,5,6,7,8회    | 채널A      | 2020년         |
| 《대한외국인》                | 85회             | MBC every1 | 2020년         |
| 《라디오스타》                | 650회            | MBC        | 2020년         |
| 《냉장고를 부탁해》           | 226회            | JTBC       | 2019년         |
| 《배틀트립》                  | 140회            | KBS2       | 2019년         |
| 《해피투게더》                | 566회 Special MC | KBS2       | 2018년         |
| 《천상의 컬렉션》             | 12회 외 4회      | KBS1       | 2017년         |
| 《오! 마이 베이비》           | 5~94회           | SBS        | 2014 ~ 2016년  |
| 《불후의 명곡》               | 120회 외 다수    | KBS2       | 2013년~현재    |
| 《스타오디션 위대한 탄생 3》  | 전 회차          | MBC        | 2012년         |
| 《자기야-백년손님》           | 128회 외 다수    | SBS        | 2012년~ 2017년 |
| 《라디오스타》                | 308회            | MBC        | 2012년         |
| 《스타오디션 위대한 탄생3》   | 전 회차          | MBC        | 2012년 ~2013년 |
| 《스타킹》                    | 90회             | SBS        | 2008년         |
| 《무한도전》                  | 136회            | MBC        | 2008년         |
| 《열린음악회》                | 773회 외 다수    | KBS1       | 2003년~현재    |
| 《윤도현의 러브레터》         | 16회             | KBS2       | 2002년         |
| 《이소라의 프로포즈》         |                  | KBS2       | 2002년         |

### 광고
| 기업               | 제품                                | 연도            |
| ------------------ | ----------------------------------- | --------------- |
| 스위스퍼펙션       | RS-28 리주베네이션 듀오             | 2024년          |
| 청우식품           | 첫맛 만능 멸치육수                  | 2023년          |
| BRAUER             | 유아, 어린이 액상 영양제            | 2022년          |
| LG전자             | LG 올레드 TV                        | 2021년          |
| 이너시그널         | 리쥬브네이트 익스트렉트 에센스      | 2021년          |
| LG전자             | LG SIGNATURE OLED R 온스테이지 언팩 | 2020년          |
| BAZZAR x O HUI     | 프라임 어드밴서 앰플 세럼           | 2020년          |
| 종근당건강         | 아이커                              | 2017년 ~ 2019년 |
| 디즈니 잉글리쉬    | 어린이 영어학습                     | 2015 ~ 2016년   |
| 교육부 보건복지부  | 아이행복카드                        | 2015년          |
| 아쿠아프레시       | 아쿠아프레시 치약                   | 2015년          |
| 일동후디스         | 트루맘                              | 2014년          |
| 시몬스             | 시몬스 침대                         | 2013년          |
| 슈에무라           | 언마스크 클렌징 오일                | 2013년          |
| 중앙선거관리위원회 | 공명선거 홍보대사                   | 2007년          |

### 도서
| 도서                                                | 장르   | 출판사       | 연도 |
| --------------------------------------------------- | ------ | ------------ | ---- |
| 《Think of Me》뮤지컬배우 김소현, 15년의 무대이야기 | 에세이 | 에이엠스토리 | 2016 |
| 《모차르트와 세계명작》                             | 그림책 | 에이엠스토리 | 2015 |

## 수상 내역
| 연도 | 내역                                                | 비고                             |
| ---- | --------------------------------------------------- | -------------------------------- |
| 2024 | 《2024 아시아모델어워즈》아시아스타상               | 뮤지컬부문                       |
| 2020 | 문화체육부장관 표창                                 | -                                |
| 2019 | 《2018 아시아 컬처 어워드》여우주연상               | 《엘리자벳》 엘리자벳            |
| 2018 | 제12회 대구국제뮤지컬페스티벌 올해의 스타상         | 《명성황후》                     |
| 2016 | 제5회 예그린뮤지컬어워드 여우주연상                 | 《명성황후》 명성황후            |
| 2015 | 제9회 대구국제뮤지컬페스티벌 올해의 스타상          | 《마리앙투아네트》               |
| 2013 | 제19회 한국뮤지컬대상 인기스타상                    | 《엘리자벳》                     |
| 2011 | 제5회 대구국제뮤지컬페스티벌 올해의 스타상          | 《오페라의유령》                 |
| 2009 | 제3회 대구국제뮤지컬페스티벌 올해의 스타상          | 《지킬앤하이드》                 |
| 2008 | 제25회 코리아 베스트드레서 스완어워드 문화인 부문상 | -                                |
| 2008 | 제14회 한국뮤지컬대상 여우주연상                    | 《마이페어레이디》 엘리자 두리틀 |
| 2006 | 제12회 한국뮤지컬대상 인기스타상                    | 《브루클린》                     |
| 1997 | KBS 신인음악 콩쿨 여자부문 1위                      |                                  |
| 1997 | 한국 청소년 성악 콩쿨 여자 1위                      |                                  |
| 1997 | 독일문화원 주최 독일가곡 콩쿨 입상                  |                                  |
| 1996 | 중앙일보 주최 콩쿨 입상                             |                                  |
| 1995 | Schubert 콩쿨 입상                                  |                                  |